# 企業生態系統
企業生態系統(Business Ecosystem)的精神來自產業價值網路(Industrial Value Network)，指的是由一個核心主導公司(Keystone Firm)與數目極大，遍布各產業獨立經營，但技術上依附在核心主導公司產品的所謂利基公司(Niche Firms)，所形成一個鬆散(Loosely Couple)但共存共榮、互相依賴生存的一個網路體系。